# MTV Eesti
MTV Eesti fue un canal de televisión por suscripción estonio de origen estadounidense operado por Paramount Networks EMEAA, a su vez propiedad de Paramount Global.

## Historia
En 2006, MTV Networks Europe fundó MTV Networks Baltic, un nuevo servicio de radiodifusión que ofrecía canales locales para Estonia, Letonia y Lituania. MTV Networks Baltic lanzó tres canales independientes en la región. 
MTV Eesti inició emisiones el 4 de septiembre de 2006.
En 2008, la empresa israelí Ananey Communications compró MTV Network Baltic.
El 19 de noviembre de 2009, debido a la crisis económica del momento, Ananey Communications decidió suspender indefinidamente la emisión de los canales de MTV Network Baltic y reemplazarlos por MTV Europa.
El 1 de marzo de 2010, el Tribunal del Condado de Harju declaró en quiebra a MTV Estonia.

## Programación
Al igual que otros canales MTV europeos, MTV Eesti ofrecía programas de entretenimiento tanto locales como internacionales.
- Alternative Nation.
- Baltic Top 20.
- Busted.
- The City.
- Chill Out Zone.
- Dancefloor Chart.
- A Double Shot at Love.
- Euro Top 20.
- Exposed.
- Fist of Zen.
- Futurama.
- Parental Control.
- Pimp My Ride.
- Happy Tree Friends.
- Hitlist Base Chart.
- MTV Amour.
- MTV Cribs.
- My Super Sweet 16.
- Nu Rave.
- Party Zone.
- Rock Chart.
- Superock.
- Top 10 @ 10.
- UK Top 10.
- World Chart Express.